# Fabio Cusin
Fabio Cusin (kuzin), italijanski zgodovinar, * 3. avgust 1904, Trst, † 27. maj 1955, Trst.

## Življenje in delo
V delu Appunti alla storia di Trieste (1930) je proučeval tudi za Slovence pomembna vprašanja gospodarskega razvoja kmetijske okolice Trsta. Leta 1937 je v več delih objavil študijo iz zgodovine srednjega veka Il cofine orientale d'Italia nella politica europea del XIV e XV secolo. Njegovo najpomembnejše delo za slovensko zgodovino pa je Venti secoli di bora sul Carso e sul Golfo iz 1952, ki objektivno obravnava slovensko navzočnost v Trstu v Primorju.